# Hermann von Merveldt
Hermann von Merveldt (* im 14. Jahrhundert; † im 14. oder 15. Jahrhundert) war Domherr in Münster.

## Leben
Hermann von Merveldt entstammte dem westfälischen Adelsgeschlecht von Merveldt, das seinen namensgebenden Stammsitz in Merfeld hat und aus dem zahlreiche namhafte Persönlichkeiten hervorgegangen sind, darunter 22 Domherren in den Bistümern Münster, Paderborn, Osnabrück und Hildesheim. Die genaue genealogische Herkunft ist nicht belegt. Ebenso gibt die Quellenlage keinen Aufschluss über sein Leben. Am 24. April 1397 wird er als Domherr zu Münster genannt.